# Union of Good
Union of Good, abgekürzt UG (arabisch ائتلاف الخير, DMG Iʾtilāf al-Ḫair ‚Bund des Guten‘), auch unter dem Namen Charity Coalition (Wohltätigkeitskoalition) bekannt, ist ein Dachverband von über 50 Hilfsorganisationen zur Finanzierung der islamistischen palästinensischen Terrororganisation Hamas.

## Geschichte und Organisation
Die Organisation wurde 2001 in Saudi-Arabien kurz nach Ausbruch der Al-Aqsa-Intifada gegründet und steht unter der Leitung von Yusuf al-Qaradawi, führendes Mitglied der ägyptischen Muslimbruderschaft. Die erste Aktivität von UG war die „Kampagne der 101 Tage“ mit Beginn im Mai 2001 unter Leitung von Qaradawi. Die Organisation wurde im Jahre 2008 auf dem ganzen Territorium Israels verboten und im November desselben Jahres in der Executive Order 13224 des US-Finanzministeriums als terroristische Organisation gelistet. UG finanziert im Auftrag von Hamas Lebensmittelpakete und Schulausstattungen im Gazastreifen und unterstützt den Kampf gegen Israel, auch durch finanzielle Hilfe an Familien von Selbstmordattentätern.
Gemäß Angaben des israelischen, nach Meir Amit benannten Intelligence and Terrorism Information Center („Informationszentrum über Spionage und Terrorismus“) hat UG die palästinensischen Autonomiegebiete zur effizienten Verteilung der Finanzen in vier Distrikte aufgeteilt. In den drei Distrikten der West Bank (North West Bank mit Hauptsitz in Nablus, Center West Bank mit Hauptsitz in Ramallah und South West Bank mit Hauptsitz in Hebron) läuft die Finanzierung über einen von UG ernannten Koordinator, während UG im Gazastreifen selbständig operiert.

## Mitglieder (Auswahl)
Nach Angaben des israelischen Geheimdienstes wird die Koalition unter anderem von folgenden Organisationen gebildet:
- International Islamic Relief Organization, Saudi-Arabien
- Holy Land Foundation, Richardson (Texas), USA
- Al-Aqsa Islamic Charitable Society Yemen, unter dem Vorsitz von Scheich Mohammed Ali Hassan al-Moayad
- İHH, Türkei
- Muslim Aid, Großbritannien
- Interpal, Großbritannien
- Comité de bienfaisance et de secours aux Palestiniens, Frankreich
- Palästinensische Vereinigung in Österreich (PVÖ)
- World Assembly of Muslim Youth
- al-Aqsa e.V.

Zu den führenden Vertretern der UG gehören ferner Ahmed Kadhem al-Rawi und Iqbal Sacranie, muslimische Funktionäre in Großbritannien, Abd ar-Rahman Swar ad-Dahab, ehemaliger Präsident Sudans, sowie Yusuf Islam alias Cat Stevens.